# منتخب الصين تحت 23 سنة لكرة الطائرة للسيدات
منتخب الصين تحت 23 سنة لكرة الطائرة للسيدات هو ممثل الصين الرسمي في المنافسات الدولية في كرة طائرة في فئة كرة الطائرة للسيدات تحت 23 سنة.